# 조국해방전쟁승리기념관

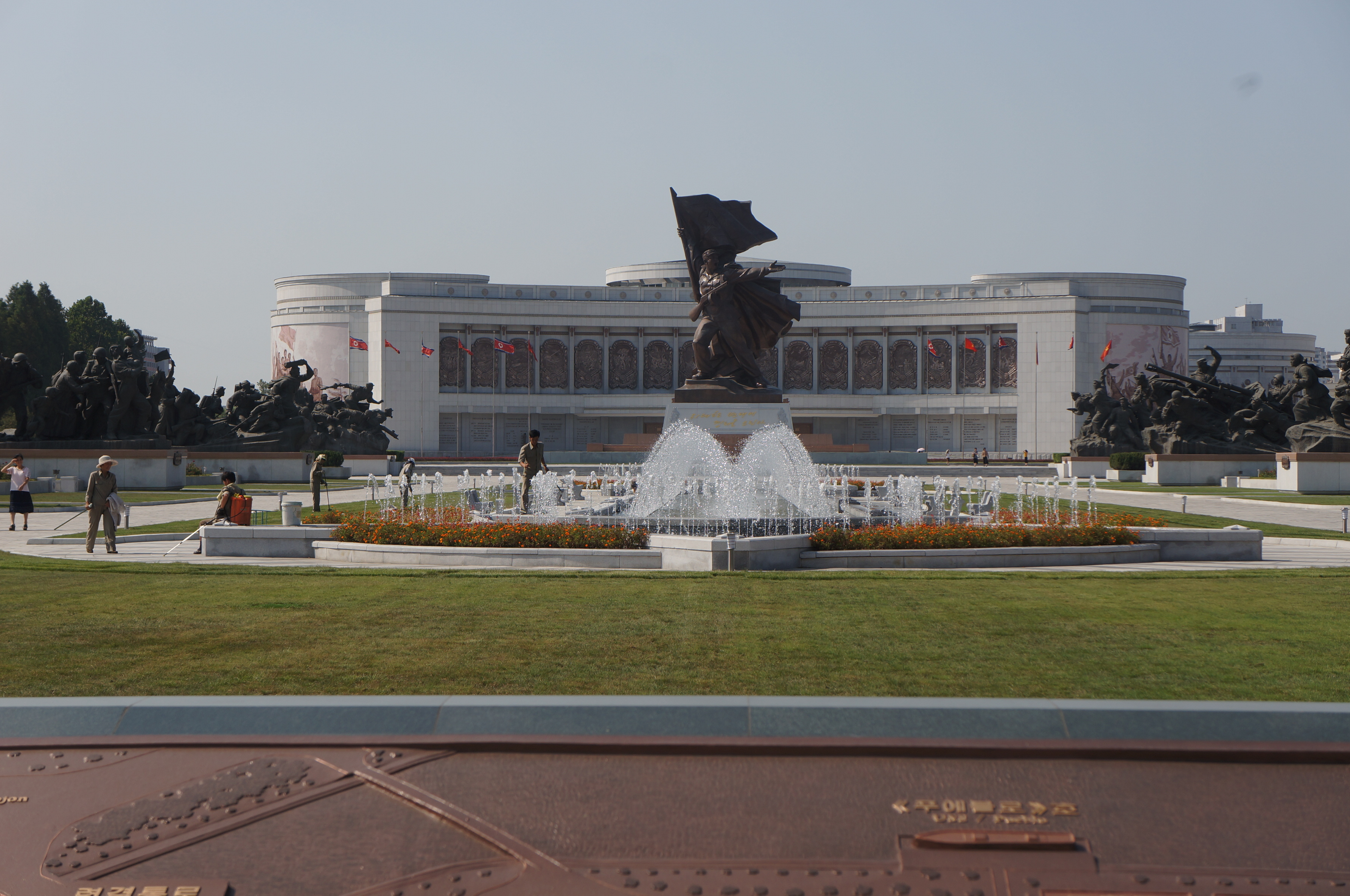
조국해방전쟁승리기념관

조국해방전쟁승리기념관(祖國解防戰爭勝利紀念館)은 조선민주주의인민공화국 평양직할시에 있는 군사 박물관이다.

## 개요
조선민주주의인민공화국이 조국해방전쟁이라고 정의하는 한국 전쟁에서 '미제국주의에 승리'한(정전 협정에 의해 한반도 북반부에서 사회주의 체제가 승리했다는 것을 의미) 김일성의 업적을 기념하는 군사·전쟁 박물관이다. 1953년 8월 17일에 조국해방전쟁기념관으로 개관했다. 그 후 '승리'의 이름을 딴 1974년 4월 11일에 현재의 위치로 이전한 조국해방전쟁승리기념관으로 다시 문을 열었다.

## 같이 보기
- 전쟁기념관 (대한민국)